# Янсен, Пит
Питер (Пит) Янсен (нидерл. Pieter "Piet" Jansen; 11 октября 1919, Сурабая — 3 декабря 1999) — нидерландский футболист, игравший на позиции левого защитника, выступал за амстердамский «Аякс».

## Спортивная карьера
Летом 1936 года Пит Янсен был принят в футбольный клуб «Аякс» в качестве юниора, до этого он выступал за команду кандидатов в члены клуба. В начале сезона 1940/41 был заявлен за третий состав. За основную команду дебютировал в возрасте 22 лет. Первую игру в чемпионате Нидерландов провёл 13 сентября 1942 года в Велзенбруке против местного клуба ВСВ, сыграв на позиции левого защитника. По оценке издания De Courant/Nieuws van de Dag, Янсен сыграл крайне ненадёжно — встреча завершилась поражением его команды со счётом 1:0. В следующем туре против клуба ВЮК он также вышел в стартовом составе. На выезде в Гааге амстердамцы уступили со счётом 5:3. «Аякс» по итогам сезона занял шестое место в своей западной группе и не смог выйти в финальную часть чемпионата Нидерландов.
Помимо футбола, Пит выступал за легкоатлетическую команду «Аякса» и принимал участие в соревнованиях по бегу среди футболистов, специализировался в беге на 100 метров. За атлетическую команду выступал также его друг Карел Крамвинкел. В 1943 году из-за отъезда в Германию временно утратил членство в клубе, но в 1946 году возобновил выступления за резерв «Аякса». В октябре 1947 года Янсен провёл свою третью игру за основной состав, выйдя на замену вместо Хенка ван дер Линдена в матче с «Ксерксес». В одном из эпизодов он спас свою команду от гола, выбив мяч головой с линии ворот — домашняя встреча на стадионе «Де Мер» завершилась вничью 2:2. Летом 1948 года руководство клуба приостановило его членство до 28 мая 1949 года за его игру вне ассоциации. В июле того же года он запросил перевод в «Квик» из Амерсфорта. В мае 1949 года окончательно покинул «Аякс» и даже был реабилитирован перед клубом.

## Личная жизнь
Пит родился в октябре 1919 года в городе Сурабая на территории Голландской-Ост Индии. Отец — Маринюс Элиза Янсен, мать — Алтье де Нес. Оба родителя были родом из Амстердама, они поженились в феврале 1916 года, но через несколько лет развелись — на момент женитьбы отец был бухгалтером. В их семье воспитывался ещё старший сын Леополд, родившийся в апреле 1917 года.
В апреле 1943 года, во время оккупации Нидерландов, отправился работать на территорию Германии. В феврале 1951 года переехал в Новую Зеландию, в город Веллингтон, а в апреле 1958 года получил новозеландское гражданство. Был женат на Корнелии Йоханне Стейгенбергер, уроженке Семаранга, которая эмигрировала в Новую Зеландию в 1955 году. В браке родилась дочь Фрэнсис. В 1981 году он развёлся с женой.
Умер 3 декабря 1999 года в возрасте 80 лет. Похоронен на кладбище в городе Ричмонд.